# Ланкастер (Њу Хемпшир)
Ланкастер (енгл. Lancaster) насељено је место без административног статуса у америчкој савезној држави Њу Хемпшир.

## Демографија
По попису из 2010. године број становника је 1.725, што је 30 (1,8%) становника више него 2000. године.
| Група             | 2000.         | 2010.         |
| Белци             | 1.646 (97,1%) | 1.627 (94,3%) |
| Афроамериканци    | 1 (0,1%)      | 9 (0,5%)      |
| Азијати           | 4 (0,2%)      | 15 (0,9%)     |
| Хиспаноамериканци | 18 (1,1%)     | 43 (2,5%)     |
| Укупно            | 1.695         | 1.725         |